# Callona lampros
Callona lampros är en skalbaggsart som först beskrevs av Bates 1885. Callona lampros ingår i släktet Callona och familjen långhorningar.
Artens utbredningsområde är Panama. Inga underarter finns listade.